# Martim do Sem
Dr. Martim do Sem ou Martim de Ocem foi    chanceler-mor do Infante D. Duarte de Portugal. 
Foi uma das testemunha a assinatura do Tratado de Ayllon (1411). 
Participou na Conquista de Ceuta, onde foi armado cavaleiro.